# Сурми України
Су́рми Украї́ни (до 2009 року «Сурми конституції») — найбільший український фестиваль військової музики, місцем проведення котрого є місто Суми. Заснований 2000 року Сумською міською радою та МО України, за сприяння головного диригента ГШ ЗСУ Володимира Деркача. Проводиться щорічно. Винятком були 2014—2015 роки, коли через революційні події та початок війни в країні фестиваль не проводився.

## Історія проведення
У 2000 році учасниками дебютного фестивалю стали шість духових оркестрів ЗСУ з Києва, Чернігова, Полтави, Конотопа, Охтирки та Сум. Наступного року свою програму представляли вже 9 оркестрів. Поступово розширюючи географію, 2005 року фестиваль набув статусу всеукраїнського.
2008 року, окрім українських, брали участь військові оркестри з Росії, Польщі, Грузії та Білорусі. 2011-го на фесті виступили музики Улудаг Мехтер Такімі зі специфічною музикою яничар, за рік оркестранти 21-ї Підгальської гірськострілецької бригади Війська Польського.
Протягом двох фестивальних днів військові сурми грають від світанку й до заходу. Програма традиційно складається з урочистого відкриття, шоу духових оркестрів, параду по Соборній, концертів на різних майданчиках міста і гала-концерту на «Ювілейному».